# 武鸿福
武鸿福（1945年10月19日—），越南政治人物，1968年毕业于河内科技大学。毕业后在越南最高人民法院工业司任職，1992年升任副主任並成為越共中央委员，2002年至2011年任越南计划投资部部长。

## 荣誉

### 外国勋章奖章
- 旭日重光章（日本，2012年11月3日公布[1]）